# Shawn Fonteno
Shawn Fonteno, född 8 april 1968 i South Los Angeles i Kalifornien, är en amerikansk skådespelare och rappare från Los Angeles Kalifornien som mest gjort sig känd för sin roll som Franklin Clinton i tv-spelet GTA V.  Tillsammans med sina medskåspelare däribland Steven Ogg, Ned Luke och Gerald Jonhson blev han nominerad till Behind the Voice Actors Awards pris för bästa skådespelarensemble. Han har även medverkat i produktioner som GTA: Sand Andreas, Watch Dogs och The Wash..  Fonteno har även gett ut memoaren Game Changer: My Journey From the Streets to Your Video Game Console.